# Declaración Anglo-Francesa

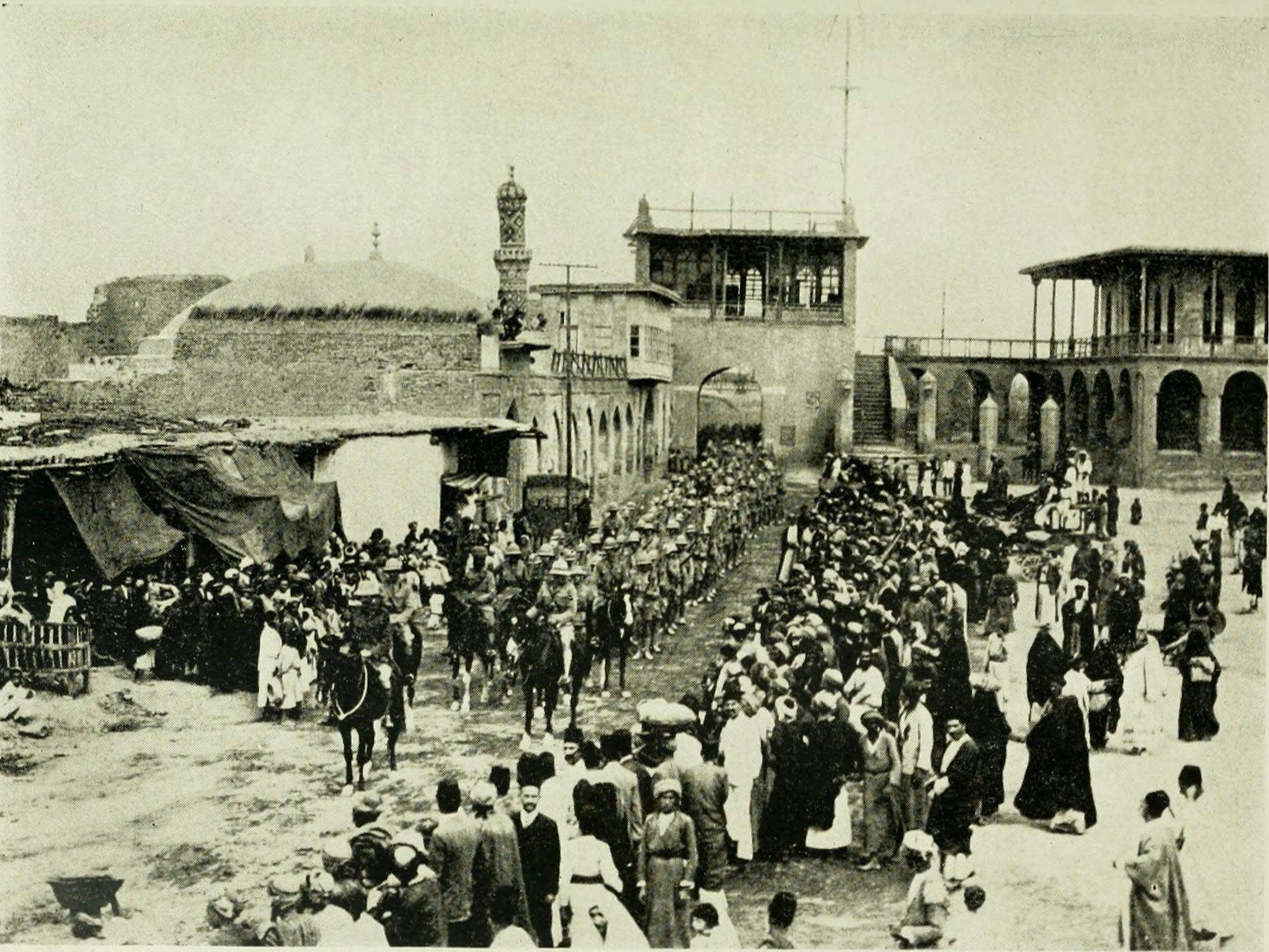
Tropas británicas entran Bagdad

La Declaración Anglo-Francesa es una declaración que publicaron Gran Bretaña y Francia un poco después del Armisticio de Mudros, que sancionó la rendición del Imperio otomano. Algunas fuentes mencionan el 7 de noviembre de 1918 como fecha de publicación, y otras dicen el 9 de noviembre de 1918.
La declaración intentó explicar las razones tras de la decisión de participar en la batalla por los antiguos territorios otomanos. Francia y Gran Bretaña arguyeron que sus intenciones fueron que se cumpliera «la liberación completa y final de los pueblos [no turcos]», los cuales había sido oprimidos por el Imperio otomano; y el establecimiento de gobiernos democráticos en Siria otomana, Irak otomano y otros territorios que todavía necesitaran su propia «liberación».
Se hizo explícito en la declaración que el pueblo de cada territorio determinaría la forma del nuevo gobierno, a cambio de ser este impuesto por los dos poderes signatarios. La declaración quiso disminuir la desconfianza de los árabes sobre las ambiciones colonialistas e imperialistas por parte de los europeos.